# Star Wars: Episodio I - La minaccia fantasma (videogioco)
Star Wars: Episodio I - La minaccia fantasma (Star Wars: Episode I - The Phantom Menace) è un videogioco pubblicato da LucasArts nel 1999 ispirato all'universo di Guerre stellari e principalmente all'Episodio I della serie cinematografica, da cui trae il nome.

## Modalità di gioco
Il giocatore può giocare nei panni di Obi-Wan Kenobi, Qui-Gon Jinn, la Regina Amidala o Capitano Panaka, a seconda del livello. Se il giocatore sta giocando come uno dei due Jedi, possono utilizzare una spada laser o eseguire una spinta Forza oltre a utilizzare blaster, lanciatori di missili ed esplosivi (che sono disponibili anche per Amidala e Panaka). Il giocatore può anche incontrare e interagire con gli altri personaggi non giocabili. Durante il gioco, il giocatore lotterà contro Darth Maul, droidi da battaglia della Federazione, AAT, Tusken Raiders, etc.

## Recensioni
Star Wars: Episodio I - La minaccia fantasma ha ricevuto un'accoglienza generalmente mista, con GameRankings che gli ha dato un punteggio di 62.28% per la versione PC, e 54.39% per la versione PlayStation.
Il gioco è stato un best seller nel Regno Unito.